# Andreas Sigismund Marggraf
Andreas Sigismund Marggraf (3. března 1709 Berlín – 7. srpna 1782 Berlín) byl německý experimentální a anorganický chemik, známý především pro svůj objev obsahu cukru v cukrové řepě, který vedl ke vzniku cukrovarnického průmyslu na počátku 19. století.

## Život
Narodil se v Berlíně v tehdejším Braniborském markrabství. Jeho otcem byl majitel jedné z berlínských lékáren a pedagog Henning Christian Marggraf (1680–1754). Studoval v Berlíně, Frankfurtu nad Mohanem, Štrasburku a navštěvoval přednášky na univerzitě v Halle.
Nejdříve pracoval v otcově lékárně a zdokonaloval se v chemii, posléze dosáhl významných výsledků v oblasti experimentální chemie, (využití berlínské modře při detekci železa) a anorganické chemie (zdokonalení metody extrakce fosforu z moči). V roce 1746 izoloval čistý zinek metodou zahřívání směsi kalaminu a uhlíku, ačkoli tento proces byl objeven (a patentován) už dříve v Anglii a Švédsku.
V roce 1747 Margraff oznámil svůj objev přítomnosti cukru v cukrové řepě a současně vynalezl metodu jeho extrakce s využitím alkoholu. Protože cukr se do té doby získával pouze z cukrové třtiny, tato skutečnost představovala klíčový moment pro rozšíření cukru ze šlechtických dvorů mezi běžné obyvatelstvo a budoucí vznik cukrovarnického průmyslu. Práci na objevu dokončil Margraffův student Franz Karl Achard, který vyšlechtil řepu s potřebnou cukernatostí (5–6 %), vyvinul ekonomicky efektivní postup průmyslové výroby čistého řepného cukru (Marggraffova metoda byla mimořádně složitá a nákladná) a v roce 1802, dvacet let po Margraffově smrti, otevřel první řepný cukrovar na světě.
V roce 1760 se stal ředitelem fyzikální sekce Pruské akademie věd. Ve své práci v akademii pokračoval i po mrtvici, jež ho postihla v roce 1774, a to až do odchodu do důchodu v roce 1781. Zemřel v roce 1782 v Berlíně.